# Logariasta

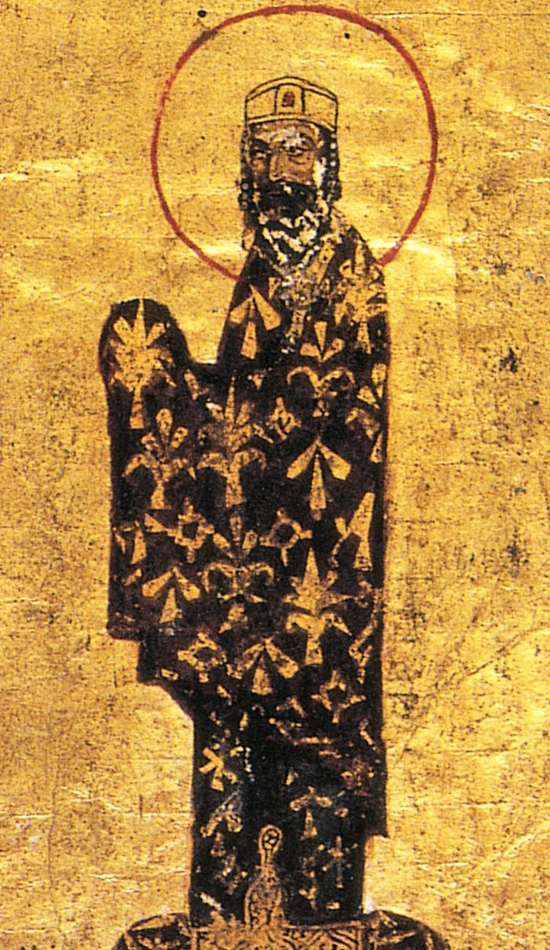
Iluminura de r.

Logariasta (em grego: λογαριαστής; romaniz.: Logariastés; lit. "contador") foi um tipo de oficial financeiro no Império Bizantino do começo do século XI em diante que controlava as despesas imperiais. É atestado pela primeira vez em 1012, e existiu dentro da burocracia financeira (secreta) do governo central tal como aqueles do logóteta dos gabinetes, o cartulário do vestiário e o sacelário, bem como na administração provincial nos mosteiros ou em propriedades privadas. Os logariastas aparecem nas fontes até o século XV.
O imperador Aleixo I Comneno (r. 1081–1118) criou o posto de grande logariasta (em grego: μέγας λογαριαστής; romaniz.: megas logariastés; lit. "grande contador"), atestado pela primeira vez em 1094. Inicialmente compartilhou o dever de controlador geral do fisco com o sacelário, mas logo substituiu-o inteiramente. Ele é atestado até o século XIV.
No século XIV, o posto especial de logariasta da corte (em grego: λογαριαστής τῆς αὐλῆς; romaniz.: logariastés tes aules; lit. "contador da corte") é atestado, responsável por pagar os salários de certos cortesões. Um logariasta das bulas douradas (em grego: λογαριαστής τῶν χρυσοβοῦλλων; romaniz.: logariastés ton chrysoboullon; lit. "contador das bulas douradas") é também registrado, mas seus deveres são incertos.